# Fața Motrului, Mehedinți
Fața Motrului este un sat în comuna Stângăceaua din județul Mehedinți, Oltenia, România.